# Associazione Sportiva Roma 2019-2020
Questa voce raccoglie le informazioni riguardanti l'Associazione Sportiva Roma nelle competizioni ufficiali della stagione 2019-2020.

## Stagione
Per la stagione 2019-2020, il club giallorosso ingaggia Paulo Fonseca in veste di allenatore. Inizialmente ammessa ai preliminari di Europa League, la squadra è «promossa» alla fase a gironi in seguito all'esclusione – per ragioni legate alla violazione del fair play finanziario – del Milan ed al conseguente ripescaggio del Torino in sostituzione dei lombardi.
L'avvio di stagione, per certi versi scoppiettante ma per altri tentennante, vede la Roma lottare attivamente per i primi quattro posti di campionato, al punto che la vittoria contro il Napoli all'undicesima giornata (2-1) porta momentaneamente i capitolini al terzo posto, dietro solamente all'Inter ed alla Juventus. I giallorossi devono ben presto far fronte ad un cospicuo numero di infortunati nella rosa dei 25, fatto che costringe a tour de force dei pochi giocatori titolari rimasti, oltre a diversi adattamenti di ruolo. A risentirne sono sia l'andamento in campionato, dove la Roma scivola al quarto posto in favore dei rivali della Lazio, sia quello in Europa League, nella quale competizione la Roma colleziona risultati deludenti dopo un esordio col botto contro il İstanbul Başakşehir (3-0). Dopo una chiusura in positivo del 2019, con una vittoria sulla Fiorentina (1-4) che consolida il quarto posto, oltre ad un pareggio interno contro il Wolfsberger (2-2) che porta i capitolini alla fase finale di Europa League, la Roma incappa in una serie di risultati negativi dalla 18ª alla 24ª giornata (ben cinque sconfitte e solamente quattro punti ottenuti), che la condannano al sorpasso ed all'allungo dell'Atalanta; parallelamente, la Roma, giunta ai quarti di finale di Coppa Italia grazie ad una vittoria sul Parma (0-2), viene facilmente eliminata dalla Juventus (3-1). Prima della sospensione delle competizioni, evento legato allo scoppio della pandemia di COVID-19, i giallorossi riescono tuttavia a strappare un biglietto per gli ottavi di finale di Europa League, a scapito del Gent.

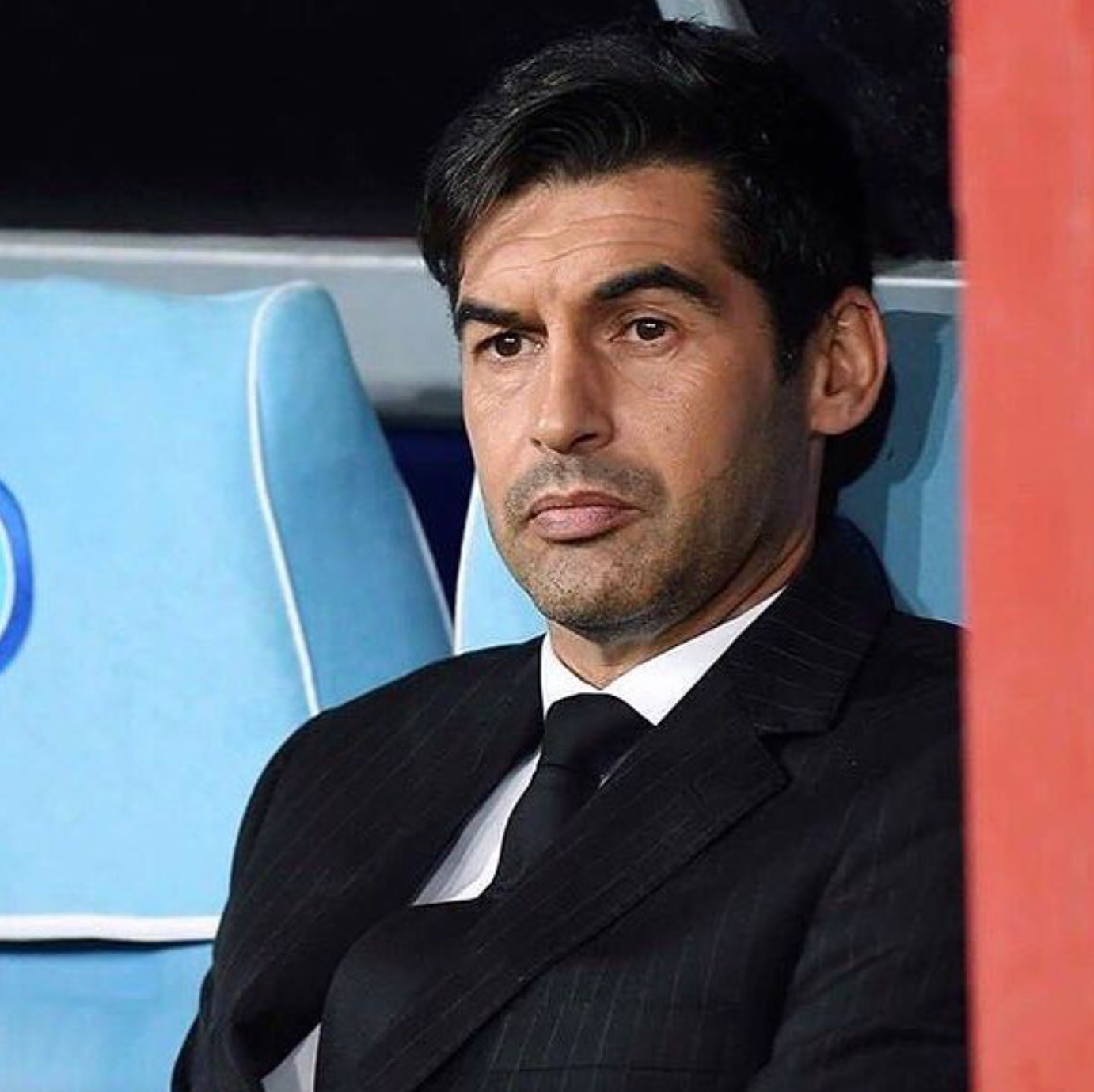
Il nuovo tecnico Paulo Fonseca.

Nella seconda porzione di stagione, la Roma piomba nuovamente in crisi, collezionando tre sconfitte consecutive in campionato: la definitiva resa nella lotta per un posto in Champions League e la necessità di difendere il quinto posto da un redivivo Milan inducono il tecnico Fonseca a un cambio radicale di modulo, con un passaggio dal 4-2-3-1 al 3-4-2-1. La scelta di optare per una difesa a tre si rivela azzeccata, e la Roma chiude il campionato con una striscia di otto partite da imbattuta: la vittoria sul Torino (2-3) sancisce inoltre il quinto posto dei capitolini. La stagione si chiude definitivamente con l'eliminazione dall'Europa League agli ottavi di finale, in favore del Siviglia (2-0).

## Divise e sponsor
Lo sponsor tecnico è Nike, il main sponsor Qatar Airways e il back sponsor Hyundai. La divisa primaria della Roma è costituita da maglia rossa con dettagli a forma di fulmine in giallo, calzoncini bianchi (in alternativa rossi) e calzettoni rossi con dettagli in giallo, mentre la away presenta maglia bianca decorata con un fulmine giallorosso obliquo, calzoncini rossi (in alternativa bianchi) e calzettoni bianchi con decorazioni giallorosse. La terza divisa è blu decorata di giallorosso e presenta un pattern decorativo formato da Lupetti e dall'acronimo ASR. La prima divisa del portiere è completamente nera con inserti grigi, la seconda gialla con dettagli arancio, la terza verde con dettagli verde scuro, la quarta verde con decorazioni verdi e viola, la quinta arancione con dettagli gialli e neri. Il 26 luglio 2020, in occasione di Roma-Fiorentina, il 1º agosto 2020, durante Juventus-Roma, e il 6 agosto 2020, per Siviglia-Roma, viene utilizzata la divisa casalinga per la stagione successiva, costituita da maglia rossa con fasce orizzontali nella metà superiore rosso scuro, rosso, arancione e giallo, calzoncini e calzettoni rossi. Il 29 luglio 2020, in occasione di Torino-Roma, viene utilizzata la divisa away per la stagione seguente, costituita da maglia avorio con colletto a polo rosso con dettagli giallorossi, bordi manica rossi e strisce laterali rosse, calzoncini rossi (per la partita sono stati utilizzati in una variante color avorio con strisce laterali rosse) e calzettoni bianchi con decorazioni giallorosse. Nelle ultime quattro partite della stagione, la Roma dispone di due divise per i portieri, una verde e una arancione, entrambe con dettagli neri.
| Casa | Casa (alternativa) | Casa (36ª, 38ª Serie A e ottavi di Europa League) | Trasferta | Trasferta (alternativa) | Trasferta (37ª Serie A) | Terza divisa | 1ª portiere | 2ª portiere | 3ª portiere | 4ª portiere | 5ª portiere | 1ª portiere (26 luglio 2020, 1º agosto 2020, 6 agosto 2020) | 2ª portiere (29 luglio 2020) |

## Organigramma societario
Di seguito l'organigramma societario.
Area direttiva
- Presidente: James Pallotta, poi Dan Friedkin[42]
- Vicepresidente esecutivo: Mauro Baldissoni
- Direttore Sportivo: Gianluca Petrachi (fino al 18 giugno 2020)[43]
- Direttore Tecnico: Franco Baldini (fino al 17 agosto 2020)[42]
- Amministratore Delegato: Guido Fienga
- Consiglieri: Franco Baldini,[44] Charlotte Beers,[44] Gianluca Cambareri, Richard D'Amore,[44] John Galantic, Stanley Gold, Mia Hamm, Cristina Mazzamuro, Benedetta Navarra, Barry Sternlicht,[44] Alba Tull,[45] Ryan Friedkin,[45] Marc Watts,[45] Eric Williamson,[45] Ana Dunkel.[45]
- Presidente del collegio sindacale: Claudia Cattani
- Sindaci effettivi del collegio sindacale: Massimo Gambini, Pietro Mastrapasqua
- Sindaci supplenti del collegio sindacale: Riccardo Gabrielli, Manuela Patrizi
- Società di revisione: BDO

Area tecnica
- Allenatore: Paulo Fonseca
- Allenatore in seconda: Nuno Campos[48]
- Preparatore portieri: Marco Savorani
- Team Manager: Morgan De Sanctis

Area sanitaria
- Medici sociali: Andrea Causarano, Riccardo Del Vescovo
- Fisioterapisti: Alessandro Cardini, Marco Esposito, Marco Ferrelli, Valerio Flammini, Damiano Stefanini

## Rosa
Di seguito la rosa aggiornata al 5 agosto 2020.
| N. |                                 | Ruolo | Calciatore                     |
| -- | ------------------------------- | ----- | ------------------------------ |
| 1  | Svezia (bandiera)               | P     | Robin Olsen                    |
| 2  | Italia (bandiera)               | D     | Davide Zappacosta              |
| 4  | Italia (bandiera)               | C     | Bryan Cristante                |
| 5  | Brasile (bandiera)              | D     | Juan Jesus                     |
| 6  | Inghilterra (bandiera)          | D     | Chris Smalling                 |
| 7  | Italia (bandiera)               | C     | Lorenzo Pellegrini             |
| 8  | Argentina (bandiera)            | A     | Diego Perotti                  |
| 9  | Bosnia ed Erzegovina (bandiera) | A     | Edin Džeko (capitano)          |
| 11 | Serbia (bandiera)               | D     | Aleksandar Kolarov             |
| 13 | Spagna (bandiera)               | P     | Pau López                      |
| 14 | Rep. Ceca (bandiera)            | A     | Patrik Schick                  |
| 14 | Spagna (bandiera)               | C     | Gonzalo Villar                 |
| 15 | Turchia (bandiera)              | D     | Mert Çetin                     |
| 17 | Turchia (bandiera)              | A     | Cengiz Ünder                   |
| 18 | Italia (bandiera)               | D     | Davide Santon                  |
| 19 | Croazia (bandiera)              | C     | Ante Ćorić                     |
| 19 | Croazia (bandiera)              | A     | Nikola Kalinić                 |
| 20 | Argentina (bandiera)            | D     | Federico Fazio                 |
| 21 | Francia (bandiera)              | C     | Jordan Veretout                |
| 22 | Italia (bandiera)               | C     | Nicolò Zaniolo                 |
| 23 | Italia (bandiera)               | D     | Gianluca Mancini               |
| 24 | Italia (bandiera)               | C     | Alessandro Florenzi (capitano) |

| N. |                        | Ruolo | Calciatore          |
| -- | ---------------------- | ----- | ------------------- |
| 27 | Argentina (bandiera)   | C     | Javier Pastore      |
| 28 | Francia (bandiera)     | D     | William Bianda      |
| 31 | Spagna (bandiera)      | A     | Carles Pérez        |
| 33 | Brasile (bandiera)     | D     | Bruno Peres         |
| 37 | Italia (bandiera)      | D     | Leonardo Spinazzola |
| 41 | Brasile (bandiera)     | D     | Roger Ibañez        |
| 42 | Guinea (bandiera)      | C     | Amadou Diawara      |
| 45 | Italia (bandiera)      | P     | Matteo Cardinali    |
| 47 | Francia (bandiera)     | A     | Ruben Providence    |
| 48 | Italia (bandiera)      | A     | Mirko Antonucci     |
| 52 | Italia (bandiera)      | C     | Edoardo Bove        |
| 53 | Italia (bandiera)      | C     | Alessio Riccardi    |
| 54 | Gambia (bandiera)      | C     | Ebrima Darboe       |
| 55 | Italia (bandiera)      | D     | Ludovico D'Orazio   |
| 60 | Italia (bandiera)      | A     | Devid Bouah         |
| 61 | Italia (bandiera)      | D     | Riccardo Calafiori  |
| 63 | Brasile (bandiera)     | P     | Daniel Fuzato       |
| 77 | Armenia (bandiera)     | C     | Henrix Mkhit'aryan  |
| 83 | Italia (bandiera)      | P     | Antonio Mirante     |
| 92 | Francia (bandiera)     | A     | Grégoire Defrel     |
| 99 | Paesi Bassi (bandiera) | A     | Justin Kluivert     |

## Calciomercato

### Sessione estiva (dall'1/7 al 2/9)
| Acquisti         | Acquisti             | Acquisti            | Acquisti                                               |
| R.               | Nome                 | da                  | Modalità                                               |
| ---------------- | -------------------- | ------------------- | ------------------------------------------------------ |
| P                | Pau López            | Real Betis          | definitivo (23,5 milioni €)                            |
| D                | Leonardo Spinazzola  | Juventus            | definitivo (29,5 milioni €)                            |
| D                | Gianluca Mancini     | Atalanta            | prestito oneroso (2 milioni €) con obbligo di riscatto |
| D                | Mert Çetin           | Gençlerbirliği      | definitivo (3,5 milioni €)                             |
| D                | Davide Zappacosta    | Chelsea             | prestito breve                                         |
| D                | Chris Smalling       | Manchester Utd      | prestito oneroso (3 milioni €)                         |
| D                | Luca Pellegrini      | Cagliari            | fine prestito                                          |
| C                | Amadou Diawara       | Napoli              | definitivo (21 milioni €)                              |
| C                | Bryan Cristante      | Atalanta            | riscatto (21 milioni €)                                |
| C                | Jordan Veretout      | Fiorentina          | prestito oneroso (1 milione €) con obbligo di riscatto |
| C                | Henrix Mxit'aryan    | Arsenal             | prestito oneroso (3 milioni €)                         |
| C                | Gerson               | Fiorentina          | fine prestito                                          |
| C                | Maxime Gonalons      | Siviglia            | fine prestito                                          |
| A                | Nikola Kalinić       | Atlético Madrid     | prestito oneroso (2 milioni €) con diritto di riscatto |
| A                | Grégoire Defrel      | Sampdoria           | fine prestito                                          |
| Altre operazioni |                      |                     |                                                        |
| R.               | Nome                 | da                  | Modalità                                               |
| P                | Andrea Romagnoli     | Pistoiese           | fine prestito                                          |
| P                | Lorenzo Crisanto     | Monopoli            | fine prestito                                          |
| D                | Elio Capradossi      | Spezia              | fine prestito                                          |
| D                | Moustapha Seck       | Almere City         | fine prestito                                          |
| D                | Matías Nani          | Belgrano            | fine prestito                                          |
| D                | Emanuele Spinozzi    | Teramo              | fine prestito                                          |
| D                | Lorenzo Valeau       | Catania             | fine prestito                                          |
| D                | Alessandro Bordin    | Perugia             | fine prestito                                          |
| D                | Maissa Codou Ndiaye  | Afro-Napoli United  | definitivo                                             |
| D                | Wiktor Pleśnierowicz | Lech Poznań         | prestito con diritto di riscatto                       |
| C                | Mirko Antonucci      | Pescara             | fine prestito                                          |
| C                | Christian D'Urso     | Apollon Smyrnis     | fine prestito                                          |
| C                | Lorenzo Di Livio     | Siena               | fine prestito                                          |
| C                | Daniele Verde        | Real Valladolid     | fine prestito                                          |
| A                | Ezequiel Ponce       | AEK Atene           | fine prestito                                          |
| A                | Sadiq Umar           | Perugia             | fine prestito                                          |
| A                | Edoardo Soleri       | Braga B             | fine prestito                                          |
| A                | Keba Coly            | Ascoli              | fine prestito                                          |
| A                | Ruben Providence     | Paris Saint-Germain | definitivo (500000 €)                                  |
| A                | Jacopo Tarantino     | Tor Tre Teste       | definitivo                                             |

| Cessioni         | Cessioni            | Cessioni          | Cessioni                                                 |
| R.               | Nome                | a                 | Modalità                                                 |
| ---------------- | ------------------- | ----------------- | -------------------------------------------------------- |
| P                | Robin Olsen         | Cagliari          | prestito                                                 |
| D                | Luca Pellegrini     | Juventus          | definitivo (22 milioni €)                                |
| D                | Kōstas Manōlas      | Napoli            | definitivo (36 milioni €)                                |
| D                | Iván Marcano        | Porto             | definitivo (3 milioni €)                                 |
| D                | Rick Karsdorp       | Feyenoord         | prestito                                                 |
| C                | Daniele De Rossi    |                   | svincolato                                               |
| C                | Gerson              | Flamengo          | definitivo (11,8 milioni €)                              |
| C                | Ante Ćorić          | Almería           | prestito oneroso (0,4 milioni €) con diritto di riscatto |
| C                | Maxime Gonalons     | Granada           | prestito con obbligo di riscatto                         |
| C                | Steven Nzonzi       | Galatasaray       | prestito oneroso (0,5 milioni €) con diritto di riscatto |
| A                | Stephan El Shaarawy | Shanghai Shenhua  | definitivo (16 milioni €)                                |
| A                | Grégoire Defrel     | Sassuolo          | prestito oneroso (3 milioni €) con obbligo di riscatto   |
| A                | Patrik Schick       | RB Lipsia         | prestito oneroso (3,5 milioni €) con diritto di riscatto |
| Altre operazioni |                     |                   |                                                          |
| R.               | Nome                | a                 | Modalità                                                 |
| P                | Andrea Romagnoli    | Spartak Mosca     | definitivo (2,5 milioni €)                               |
| P                | Lorenzo Crisanto    | -                 | svincolato                                               |
| D                | Matías Nani         | Central Córdoba   | prestito                                                 |
| D                | Alessandro Bordin   | Spezia            | definitivo                                               |
| D                | Elio Capradossi     | Spezia            | definitivo                                               |
| D                | Emanuele Spinozzi   | Pistoiese         | definitivo                                               |
| C                | Lorenzo Di Livio    | Catanzaro         | definitivo                                               |
| C                | Salvatore Pezzella  | Modena            | prestito                                                 |
| C                | Daniele Verde       | AEK Atene         | definitivo (1 milione €)                                 |
| C                | Lorenzo Valeau      | Imolese           | prestito                                                 |
| C                | Christian D'Urso    | Cittadella        | definitivo                                               |
| A                | Ezequiel Ponce      | Spartak Mosca     | definitivo (3 milioni €)                                 |
| A                | Sadiq Umar          | Partizan Belgrado | prestito oneroso (0,1 milioni €) con diritto di riscatto |
| A                | Edoardo Soleri      | Padova            | definitivo                                               |
| A                | Žan Celar           | Cittadella        | prestito                                                 |
| A                | Gianmarco Cangiano  | Bologna           | definitivo (1,5 milioni €)                               |
| A                | Keba Coly           | Rende             | prestito                                                 |

### Sessione invernale (dall’1/1 al 31/1)
| Acquisti         | Acquisti           | Acquisti     | Acquisti                                               |
| R.               | Nome               | da           | Modalità                                               |
| ---------------- | ------------------ | ------------ | ------------------------------------------------------ |
| D                | Bruno Peres        | Sport Recife | fine prestito                                          |
| D                | Davide Zappacosta  | Chelsea      | rinnovo prestito                                       |
| D                | Roger Ibañez       | Atalanta     | prestito con obbligo di riscatto                       |
| C                | Gonzalo Villar     | Elche        | definitivo (4 milioni €)                               |
| C                | Steven Nzonzi      | Galatasaray  | fine prestito                                          |
| A                | Carles Pérez       | Barcellona   | prestito oneroso (1 milione €) con obbligo di riscatto |
| Altre operazioni |                    |              |                                                        |
| R.               | Nome               | da           | Modalità                                               |
| P                | Andrea Chiossi     | Fiorentina   | definitivo                                             |
| D                | Francesco Semeraro | Ascoli       | prestito breve                                         |
| C                | Flavio Ciuferri    | Lodigiani    | definitivo                                             |
| C                | Lorenzo Isaia      | Lodigiani    | prestito breve                                         |
| A                | Oliver Jürgens     | Verona       | prestito breve con diritto di riscatto                 |
| A                | Žan Celar          | Cittadella   | fine prestito                                          |

| Cessioni         | Cessioni             | Cessioni        | Cessioni       |
| R.               | Nome                 | a               | Modalità       |
| ---------------- | -------------------- | --------------- | -------------- |
| D                | Mirko Antonucci      | Vitória Setúbal | prestito breve |
| C                | Alessandro Florenzi  | Valencia        | prestito breve |
| C                | Steven Nzonzi        | Rennes          | prestito breve |
| Altre operazioni |                      |                 |                |
| R.               | Nome                 | a               | Modalità       |
| C                | Vittorio Agostinelli | Fiorentina      | definitivo     |
| A                | Žan Celar            | Cremonese       | prestito breve |

### Operazioni esterne alle sessioni
A causa della straordinarietà originata dalla emergenza COVID-19, la quale ha spostato le ultime giornate di campionato ad una data successiva al naturale termine della stagione sportiva, la FIGC è intervenuta per dettare le linee guida sui legami in scadenza il 30 giugno 2020, stabilendo che l’estensione al 31 agosto 2020 della durata del tesseramento a titolo temporaneo della stagione 2019-2020 deve essere pattuita fra le parti mediante sottoscrizione di apposito modulo federale con una trattativa privata.
| Acquisti | Acquisti    | Acquisti  | Acquisti      |
| R.       | Nome        | da        | Modalità      |
| -------- | ----------- | --------- | ------------- |
| D        | Bruno Peres | San Paolo | fine prestito |

| Cessioni | Cessioni          | Cessioni       | Cessioni       |
| R.       | Nome              | a              | Modalità       |
| -------- | ----------------- | -------------- | -------------- |
| D        | Bruno Peres       | Sport Recife   | prestito breve |
| D        | Chris Smalling    | Manchester Utd | fine prestito  |
| D        | Davide Zappacosta | Chelsea        | fine prestito  |

## Risultati

### Serie A

#### Girone di andata
| Arbitro: | Calvarese (Teramo) |

|                                |           |                                              |
| Ünder 6’ Džeko 30’ Kolarov 49’ | Marcatori | 16’ Pinamonti 43’ (rig.) Criscito 70’ Kouamé |

| Arbitro: | Guida (Torre Annunziata) |

|                  |           |                    |
| Luis Alberto 59’ | Marcatori | 17’ (rig.) Kolarov |

| Arbitro: | Chiffi (Padova) |

|                                                     |           |                     |
| Cristante 12’ Džeko 20’ Mxit'aryan 22’ Kluivert 33’ | Marcatori | 52’, 72’ D. Berardi |

| Arbitro: | Pairetto (Torino) |

|                    |           |                         |
| Sansone 54’ (rig.) | Marcatori | 49’ Kolarov 90+3’ Džeko |

| Arbitro: | Irrati (Pistoia) |

|  |           |                           |
|  | Marcatori | 71’ D. Zapata 90’ de Roon |

| Arbitro: | Abisso (Palermo) |

|  |           |           |
|  | Marcatori | 56’ Džeko |

| Arbitro: | Massa (Imperia) |

|                       |           |                       |
| Ceppitelli 31’ (aut.) | Marcatori | 26’ (rig.) João Pedro |

| Genova 20 ottobre 2019, ore 15:00 CEST 8ª giornata | Sampdoria        | 0 – 0 referto | Roma | Luigi Ferraris (17 031 spett.)\| Arbitro: \| Maresca (Napoli) \| |
| Arbitro:                                           | Maresca (Napoli) |               |      |                                                                  |

| Arbitro: | Orsato (Schio) |

|                       |           |               |
| Džeko 38’ Zaniolo 59’ | Marcatori | 55’ Hernández |

| Arbitro: | Irrati (Pistoia) |

|  |           |                                                          |
|  | Marcatori | 14’ Zaniolo 51’ Smalling 54’ Kluivert 66’ (rig.) Kolarov |

| Arbitro: | Rocchi (Firenze) |

|                                 |           |           |
| Zaniolo 19’ Veretout 55’ (rig.) | Marcatori | 72’ Milik |

| Arbitro: | Fabbri (Ravenna) |

|                              |           |  |
| Sprocati 68’ Cornelius 90+3’ | Marcatori |  |

| Arbitro: | Di Bello (Brindisi) |

|                                    |           |  |
| Smalling 49’ Mancini 57’ Džeko 66’ | Marcatori |  |

| Arbitro: | Guida (Torre Annunziata) |

|             |           |                                                  |
| Faraoni 21’ | Marcatori | 17’ Kluivert 44’ (rig.) Perotti 90+3’ Mxit'aryan |

| Milano 6 dicembre 2019, ore 20:45 CET 15ª giornata | Inter              | 0 – 0 referto | Roma | Giuseppe Meazza (67 008 spett.)\| Arbitro: \| Calvarese (Teramo) \| |
| Arbitro:                                           | Calvarese (Teramo) |               |      |                                                                     |

| Arbitro: | Giua (Olbia) |

|                                                      |           |                    |
| Tomović 53’ (aut.) Perotti 66’ (rig.) Mxit'aryan 83’ | Marcatori | 44’ (rig.) Petagna |

| Arbitro: | Orsato (Schio) |

|            |           |                                                      |
| Badelj 34’ | Marcatori | 19’ Džeko 21’ Kolarov 73’ Lo. Pellegrini 88’ Zaniolo |

| Arbitro: | Di Bello (Brindisi) |

|  |           |                           |
|  | Marcatori | 45+2’, 86’ (rig.) Belotti |

| Arbitro: | Guida (Torre Annunziata) |

|                    |           |                                  |
| Perotti 68’ (rig.) | Marcatori | 3’ Demiral 10’ (rig.) C. Ronaldo |

#### Girone di ritorno
| Arbitro: | Maresca (Napoli) |

|            |           |                                        |
| Pandev 45’ | Marcatori | 6’ Ünder 44’ (aut.) Biraschi 74’ Džeko |

| Arbitro: | Calvarese (Teramo) |

|           |           |            |
| Džeko 26’ | Marcatori | 34’ Acerbi |

| Arbitro: | Pairetto (Nichelino) |

|                                     |           |                               |
| Caputo 7’, 16’ Đuričić 26’ Boga 74’ | Marcatori | 51’ Džeko 73’ (rig.) Veretout |

| Arbitro: | Guida (Torre Annunziata) |

|                                   |           |                              |
| Denswil 22’ (aut.) Mxit'aryan 72’ | Marcatori | 16’ Orsolini 26’, 51’ Barrow |

| Arbitro: | Orsato (Schio) |

|                          |           |           |
| Palomino 50’ Pašalić 59’ | Marcatori | 45’ Džeko |

| Arbitro: | Giacomelli (Trieste) |

|                                                |           |  |
| Ünder 13’ Mxit'aryan 37’ Džeko 69’ Kolarov 80’ | Marcatori |  |

| Arbitro: | Di Bello (Brindisi) |

|                                 |           |                                              |
| João Pedro 28’, 89’ Pereiro 75’ | Marcatori | 29’, 42’ Kalinić 64’ Kluivert 81’ Mxit'aryan |

| Arbitro: | Calvarese (Teramo) |

|                |           |                |
| Džeko 64’, 85’ | Marcatori | 11’ Gabbiadini |

| Arbitro: | Giacomelli (Trieste) |

|                                 |           |  |
| Rebić 76’ Çalhanoğlu 89’ (rig.) | Marcatori |  |

| Arbitro: | Guida (Torre Annunziata) |

|  |           |                             |
|  | Marcatori | 12’ Lasagna 78’ Nestorovski |

| Arbitro: | Rocchi (Firenze) |

|                             |           |                |
| Callejón 55’ L. Insigne 82’ | Marcatori | 60’ Mkhitaryan |

| Arbitro: | Fabbri (Ravenna) |

|                             |           |                 |
| Mkhitaryan 43’ Veretout 57’ | Marcatori | 9’ (rig.) Kucka |

| Arbitro: | Calvarese (Teramo) |

|  |           |                                      |
|  | Marcatori | 48’ F. Fazio 62’ Kalinić 74’ Zaniolo |

| Arbitro: | Maresca (Napoli) |

|                                 |           |             |
| Veretout 10’ (rig.) Džeko 45+4’ | Marcatori | 47’ Pessina |

| Arbitro: | Di Bello (Brindisi) |

|                                 |           |                               |
| Spinazzola 45+1’ Mxit'aryan 57’ | Marcatori | 15’ de Vrij 88’ (rig.) Lukaku |

| Arbitro: | Manganiello (Pinerolo) |

|           |           |                                                                    |
| Cerri 24’ | Marcatori | 12’ Kalinić 38’ Pérez 47’ Kolarov 52’, 75’ Bruno Peres 90’ Zaniolo |

| Arbitro: | Chiffi (Padova) |

|                                 |           |                |
| Veretout 45’ (rig.), 86’ (rig.) | Marcatori | 54’ Milenković |

| Arbitro: | Piccinini (Forlì) |

|                         |           |                                           |
| Berenguer 14’ Singo 65’ | Marcatori | 16’ Džeko 23’ Smalling 61’ (rig.) Diawara |

| Arbitro: | Rocchi (Firenze) |

|            |           |                                     |
| Higuaín 5’ | Marcatori | 23’ Kalinić 44’ (rig.), 53’ Perotti |

### Coppa Italia

#### Fase finale
| Arbitro: | Pairetto (Nichelino) |

|  |           |                                |
|  | Marcatori | 50’, 76’ (rig.) Lo. Pellegrini |

| Arbitro: | Rocchi (Firenze) |

|                                       |           |                   |
| Ronaldo 26’ Bentancur 38’ Bonucci 47’ | Marcatori | 50’ (aut.) Buffon |

### UEFA Europa League

#### Fase a gironi
| Arbitro: | Estrada Fernández |

|                                                         |           |  |
| Caiçara 42’ (aut.) Džeko 58’ Zaniolo 70’ Kluivert 90+3’ | Marcatori |  |

| Arbitro: | Martins |

|            |           |                |
| Liendl 51’ | Marcatori | 27’ Spinazzola |

| Arbitro: | Collum |

|             |           |                     |
| Zaniolo 32’ | Marcatori | 90+5’ (rig.) Stindl |

| Arbitro: | Manzano |

|                                  |           |              |
| F. Fazio 35’ (aut.) Thuram 90+5’ | Marcatori | 64’ F. Fazio |

| Arbitro: | Hațegan |

|  |           |                                              |
|  | Marcatori | 30’ (rig.) Veretout 41’ Kluivert 45+1’ Džeko |

| Arbitro: | Pawson |

|                             |           |                                  |
| Perotti 7’ (rig.) Džeko 19’ | Marcatori | 10’ (aut.) Florenzi 64’ Weissman |

#### Fase a eliminazione diretta
| Arbitro: | Kabakov |

|           |           |  |
| Pérez 13’ | Marcatori |  |

| Arbitro: | Sánchez Martínez |

|           |           |              |
| David 25’ | Marcatori | 29’ Kluivert |

| Arbitro: | Kuipers |

|                            |           |  |
| Reguilón 22’ En-Nesyri 44’ | Marcatori |  |

## Statistiche

### Statistiche di squadra
Statistiche aggiornate al 6 agosto 2020.
| Competizione  | Punti | In casa | In casa | In casa | In casa | In casa | In casa | In trasferta | In trasferta | In trasferta | In trasferta | In trasferta | In trasferta | In campo neutro | In campo neutro | In campo neutro | In campo neutro | In campo neutro | In campo neutro | Totale | Totale | Totale | Totale | Totale | Totale | DR  |
| Competizione  | Punti | G       | V       | N       | P       | Gf      | Gs      | G            | V            | N            | P            | Gf           | Gs           | G               | V               | N               | P               | Gf              | Gs              | G      | V      | N      | P      | Gf     | Gs     | DR  |
| ------------- | ----- | ------- | ------- | ------- | ------- | ------- | ------- | ------------ | ------------ | ------------ | ------------ | ------------ | ------------ | --------------- | --------------- | --------------- | --------------- | --------------- | --------------- | ------ | ------ | ------ | ------ | ------ | ------ | --- |
| Serie A       | 70    | 19      | 10      | 4       | 5       | 36      | 27      | 19           | 11           | 3            | 5            | 41           | 24           | 0               | 0               | 0               | 0               | 0               | 0               | 38     | 21     | 7      | 10     | 77     | 51     | +26 |
| Coppa Italia  | -     | 0       | 0       | 0       | 0       | 0       | 0       | 2            | 1            | 0            | 1            | 3            | 3            | 0               | 0               | 0               | 0               | 0               | 0               | 2      | 1      | 0      | 1      | 3      | 3      | 0   |
| Europa League | 9     | 4       | 2       | 2       | 0       | 8       | 3       | 4            | 1            | 2            | 1            | 6            | 4            | 1               | 0               | 0               | 1               | 0               | 2               | 9      | 3      | 4      | 2      | 14     | 9      | +5  |
| Totale        | -     | 23      | 12      | 6       | 5       | 44      | 30      | 25           | 13           | 5            | 7            | 50           | 31           | 1               | 0               | 0               | 1               | 0               | 2               | 49     | 25     | 11     | 13     | 94     | 63     | +31 |

### Andamento in campionato
| Giornata  | 1 | 2  | 3 | 4 | 5 | 6 | 7 | 8 | 9 | 10 | 11 | 12 | 13 | 14 | 15 | 16 | 17 | 18 | 19 | 20 | 21 | 22 | 23 | 24 | 25 | 26 | 27 | 28 | 29 | 30 | 31 | 32 | 33 | 34 | 35 | 36 | 37 | 38 |
| --------- | - | -- | - | - | - | - | - | - | - | -- | -- | -- | -- | -- | -- | -- | -- | -- | -- | -- | -- | -- | -- | -- | -- | -- | -- | -- | -- | -- | -- | -- | -- | -- | -- | -- | -- | -- |
| Luogo     | C | T  | C | T | C | T | C | T | C | T  | C  | T  | C  | T  | T  | C  | T  | C  | C  | T  | C  | T  | C  | T  | C  | T  | C  | T  | C  | T  | C  | T  | C  | C  | T  | C  | T  | T  |
| Risultato | N | N  | V | V | P | V | N | N | V | V  | V  | P  | V  | V  | N  | V  | V  | P  | P  | V  | N  | P  | P  | P  | V  | V  | V  | P  | P  | P  | V  | V  | V  | N  | V  | V  | V  | V  |
| Posizione | 9 | 15 | 8 | 4 | 7 | 5 | 5 | 6 | 5 | 4  | 3  | 5  | 4  | 4  | 4  | 4  | 4  | 4  | 4  | 4  | 4  | 4  | 5  | 5  | 5  | 5  | 5  | 5  | 5  | 5  | 5  | 5  | 5  | 5  | 5  | 5  | 5  | 5  |

Legenda:

Luogo: C = Casa; T = Trasferta. Risultato: V = Vittoria; N = Pareggio; P = Sconfitta.

### Statistiche dei giocatori
| Giocatore     | Serie A  | Serie A | Serie A     | Serie A    | Coppa Italia | Coppa Italia | Coppa Italia | Coppa Italia | Europa League | Europa League | Europa League | Europa League | Totale   | Totale | Totale      | Totale     |
| Giocatore     | Presenze | Reti    | Ammonizioni | Espulsioni | Presenze     | Reti         | Ammonizioni  | Espulsioni   | Presenze      | Reti          | Ammonizioni   | Espulsioni    | Presenze | Reti   | Ammonizioni | Espulsioni |
| ------------- | -------- | ------- | ----------- | ---------- | ------------ | ------------ | ------------ | ------------ | ------------- | ------------- | ------------- | ------------- | -------- | ------ | ----------- | ---------- |
| M. Antonucci  | 2        | 0       | 1           | 0          | 0            | 0            | 0            | 0            | 2             | 0             | 1             | 0             | 4        | 0      | 2           | 0          |
| Bruno Peres   | 16       | 2       | 3           | 0          | 2            | 0            | 0            | 0            | 1             | 0             | 0             | 0             | 19       | 2      | 3           | 0          |
| R. Calafiori  | 1        | 0       | 0           | 0          | 0            | 0            | 0            | 0            | 0             | 0             | 0             | 0             | 1        | 0      | 0           | 0          |
| A. Ćorić      | 0        | 0       | 0           | 0          | 0            | 0            | 0            | 0            | 0             | 0             | 0             | 0             | 0        | 0      | 0           | 0          |
| B. Cristante  | 26       | 1       | 7           | 1          | 2            | 0            | 1            | 0            | 5             | 0             | 1             | 0             | 33       | 1      | 9           | 1          |
| G. Defrel     | 0        | 0       | 0           | 0          | 0            | 0            | 0            | 0            | 0             | 0             | 0             | 0             | 0        | 0      | 0           | 0          |
| A. Diawara    | 22       | 1       | 4           | 0          | 2            | 0            | 0            | 0            | 6             | 0             | 3             | 0             | 30       | 1      | 7           | 0          |
| E. Džeko      | 35       | 16      | 4           | 0          | 0            | 0            | 0            | 0            | 8             | 3             | 0             | 0             | 43       | 19     | 4           | 0          |
| F. Fazio      | 16       | 1       | 2           | 1          | 0            | 0            | 0            | 0            | 7             | 1             | 0             | 0             | 23       | 2      | 2           | 1          |
| A. Florenzi   | 14       | 0       | 5           | 0          | 2            | 0            | 0            | 0            | 2             | 0             | 0             | 0             | 18       | 0      | 5           | 0          |
| D. Fuzato     | 1        | -1      | 0           | 0          | 0            | -0           | 0            | 0            | 0             | -0            | 0             | 0             | 1        | -1     | 0           | 0          |
| R. Ibañez     | 9        | 0       | 1           | 0          | 0            | 0            | 0            | 0            | 1             | 0             | 0             | 0             | 10       | 0      | 1           | 0          |
| Juan Jesus    | 4        | 0       | 2           | 0          | 0            | 0            | 0            | 0            | 1             | 0             | 1             | 0             | 5        | 0      | 3           | 0          |
| N. Kalinić    | 15       | 5       | 1           | 0          | 2            | 0            | 0            | 0            | 2             | 0             | 0             | 0             | 19       | 5      | 1           | 0          |
| J. Kluivert   | 22       | 4       | 6           | 1          | 2            | 0            | 0            | 0            | 7             | 3             | 1             | 0             | 31       | 7      | 7           | 1          |
| A. Kolarov    | 32       | 7       | 6           | 0          | 2            | 0            | 0            | 0            | 8             | 0             | 2             | 0             | 42       | 7      | 8           | 0          |
| Pau López     | 32       | -45     | 3           | 0          | 2            | -3           | 0            | 0            | 8             | -6            | 0             | 0             | 42       | -54    | 3           | 0          |
| G. Mancini    | 32       | 1       | 15          | 1          | 2            | 0            | 0            | 0            | 7             | 0             | 1             | 1             | 41       | 1      | 16          | 2          |
| M. Çetin      | 6        | 0       | 4           | 1          | 0            | 0            | 0            | 0            | 0             | 0             | 0             | 0             | 6        | 0      | 4           | 1          |
| A. Mirante    | 5        | -5      | 0           | 0          | 0            | -0           | 0            | 0            | 2             | -2            | 0             | 0             | 7        | -7     | 0           | 0          |
| H. Mxit'aryan | 22       | 9       | 5           | 0          | 0            | 0            | 0            | 0            | 5             | 0             | 0             | 0             | 27       | 9      | 5           | 0          |
| R. Olsen      | 0        | -0      | 0           | 0          | 0            | -0           | 0            | 0            | 0             | -0            | 0             | 0             | 0        | -0     | 0           | 0          |
| J. Pastore    | 11       | 0       | 0           | 0          | 0            | 0            | 0            | 0            | 4             | 0             | 0             | 0             | 15       | 0      | 0           | 0          |
| L. Pellegrini | 27       | 1       | 8           | 1          | 2            | 2            | 1            | 0            | 5             | 0             | 1             | 0             | 34       | 3      | 10          | 1          |
| C. Pérez      | 14       | 1       | 2           | 0          | 0            | 0            | 0            | 0            | 3             | 1             | 0             | 0             | 17       | 2      | 2           | 0          |
| D. Perotti    | 21       | 5       | 2           | 1          | 1            | 0            | 0            | 0            | 4             | 1             | 0             | 0             | 26       | 6      | 2           | 1          |
| D. Santon     | 15       | 0       | 4           | 0          | 1            | 0            | 0            | 0            | 5             | 0             | 1             | 0             | 21       | 0      | 5           | 0          |
| P. Schick     | 0        | 0       | 0           | 0          | 0            | 0            | 0            | 0            | 0             | 0             | 0             | 0             | 0        | 0      | 0           | 0          |
| C. Smalling   | 30       | 3       | 3           | 0          | 2            | 0            | 0            | 0            | 5             | 0             | 2             | 0             | 37       | 3      | 5           | 0          |
| L. Spinazzola | 24       | 1       | 2           | 0          | 0            | 0            | 0            | 0            | 8             | 1             | 1             | 0             | 32       | 2      | 3           | 0          |
| C. Ünder      | 18       | 3       | 2           | 0          | 2            | 0            | 1            | 0            | 3             | 0             | 0             | 0             | 23       | 3      | 3           | 0          |
| J. Veretout   | 33       | 6       | 6           | 0          | 2            | 0            | 0            | 0            | 8             | 1             | 3             | 0             | 43       | 7      | 9           | 0          |
| G. Villar     | 9        | 0       | 3           | 0          | 0            | 0            | 0            | 0            | 2             | 0             | 0             | 0             | 11       | 0      | 3           | 0          |
| N. Zaniolo    | 26       | 6       | 8           | 0          | 0            | 0            | 0            | 0            | 7             | 2             | 1             | 0             | 33       | 8      | 9           | 0          |
| D. Zappacosta | 9        | 0       | 0           | 0          | 0            | 0            | 0            | 0            | 0             | 0             | 0             | 0             | 9        | 0      | 0           | 0          |

## Giovanili

### Organigramma societario
Responsabile Settore Giovanile: B. Conti

Primavera

Allenatore: A. De Rossi

Under 17

Allenatore: F. Piccareta

Under 16

Allenatore: A. Parisi

Under 15

Allenatore: T. Tanrivermis

Pulcini

Allenatore: G. Caragiuli

### Piazzamenti

#### Primavera
- Campionato: 6º posto
- Coppa Italia: Semifinalista